# Отоманска крстарица Хамидија
Отоманска крстарица Хамидија (енгл. Ottoman cruiser Hamidiye), турски ратни брод који је водио успешан крстарички рат на Медитерану током Првог балканског рата.

## Први балкански рат

### Блокада бугарске обале
Чим су избила непријатељства (19. октобра 1912), главнина турске флоте (три стара бојна брода, 2 крстарице, укључујући и Хамидију, 7 старих обалских оклопњача и 20 разарача и торпиљарки)  је упловила у Црно море и блокирала бугарску обалу, бомбардујући у више наврата луке Варна и Бургас. Бугари су се бранили ватром обалске артиљерије и испадима торпиљарки. У првој бици код Чаталџе (17-18. новембра 1912), крстарице, разарачи и торпиљарке штитили су турско десно крило у Црном мору, а бојни бродови лево крило у Мраморном мору. 21. новембра Хамидија је код Варне налетела на заседу бугарских торпиљарки: 4 бугарске торпиљарке лансирале су 11 торпеда са удаљености од 200 м и тешко оштетиле крстарицу.

### Пробој из Дарданела
Непосредно после објаве рата, грчка Егејска ескадра (1 оклопни крсташ, 4 разарача, 16 торпиљарки и 1 подморница) је 21. октобра десантом заузела острво Лимнос, око 40 миља од улаза у Дарданеле, и успешно блокирала главнину турске флоте у Мраморном мору, чиме је изборила превласт у Егејском мору.
Половином јануара 1913. крстарица Хамидија се успешно провукла кроз грчку блокаду Дарданела и започела крстарички рат на источном Средоземљу. Очекујући да ће најјачи грчки бродови гонити Хамидију, заповедник турске флоте Ремзи-беј покушао је да главнином флоте пробије блокаду Дарданела, али је потучен у бици код Лимноса (18. јануара 1913).

### Напад на српске трупе у Албанији
12. марта 1913. крстарица је у албанској луци Свети Јован Медовски напала грчке транспортне бродове који су управо искрцавали други ешелон новоформираног српског Приморског кора генерала Петра Бојовића, који се из Солуна пребацивао у Албанију како би помогао Црногорцима у опсади Скадра. Хамидија је отворила ватру са 2-3.000 м на транспорте (укупно 9 бродова) и на незаштићене српске трупе. Критичну ситуацију спасла је самоиницијатива двојице српских артиљеријских подофицира, који су из два брдска топа са палубе пароброда Трифимија отворили прецизну ватру и приморали турску крстарицу на повлачење. Изгубљена су два транспортна брода и 130 српских војника.